# Оре (коммуна, Швеция)
Оре (шв. Åre, южносаамск. Ååren tjïelte) — коммуна (муниципалитет) в лене Емтланд в провинции Емтланд. Региональный центр — город Ярпен.

## Административная история
На территории муниципалитета находятся приходы: Халлен, Калль, Марби, Маттмар, Мёрсил, Ундерсокер и Оре.
Ярпенское муниципальное общество было создано 3 ноября 1905 года.
В ходе муниципальной реформы в 1952 году были сформированы крупные муниципалитеты: Мёрсил (Мэтмар и Мёрсил) и Халлен (Халлен, Марби и Нордеро), а Калль, Ундерсокер и Оре остались без изменений. Муниципалитет Ярпена был распущен в конце 1958 года.
Коммуна Оре была образована во время муниципальной реформы в 1971 году. В 1974 году в неё были включены муниципалитеты Халлен, Калль, Мёрсил и Ундерсокер.
С 1 января 2010 года коммуна Оре является административным муниципалитетом южных саамов. С 2011 года в коммуне действует саамский координатор, роль которого состоит в том, чтоб следить за соблюдением интересов национальных меньшинств в работе муниципалитета.

## Муниципальный герб
Геральдическое описание: На синем поле — серебряный отрезок мантии, на котором расположены красные лосиные рога.
В новом муниципалитете Оре, созданном в 1974 году, было целых четыре герба 1950—1960-х годов, по одному на каждый муниципалитет, входящий в его состав. Вместо того чтобы выбрать один из них, было решено разработать новый муниципальный герб. Отрезок мантии символизирует Орескутан, а лосиные рога были позаимствованы из муниципального герба Калля. Регистрация в Патентно-регистрационном бюро состоялась в 1978 году.

## Демография
Население до муниципального слияния 31 декабря 1973 года: муниципалитет Халлен: 1382 (Халлен: 935 и Марби: 447) муниципалитет Мёрсил: 1912 (Матмар: 658 и Мёрсил: 1274), муниципалитет Ундерсокер: 2785, муниципалитет Калль: 915, муниципалитет Оре: 2211, всего в будущей коммуне Оре (1974-): 9225. Источник: Статистическое управление Швеции «Население в муниципалитетах и приходах на 31 декабря 1950—1975 в соответствии с делением муниципалитетов на 1 января 1976 года».
Рост населения муниципалитета в 2010—2035 годах прогнозируется на уровне + 9 %.

### Лица иностранного происхождения
По состоянию на 31 декабря 2014 года число резидентов с иностранным происхождением (лица иностранного происхождения и родившиеся в семье с двумя родителями иностранного происхождения) составило 1 048, или 9,93 % населения (общая численность населения: 10 555 на 31 декабря 2014 года). По состоянию на 31 декабря 2002 года число жителей, родившихся за границей, согласно тому же определению, составляло 554, или 5,72 % населения (общая численность населения: 9 692 на 31 декабря 2002 года).

### Лица, родившиеся заграницей
На 31 декабря 2014 года население муниципалитета Оре составляло 10 555 человек. Из них 945 человек (9,0 %) родились за пределами Швеции. В эту таблицу входят страны Северной Европы, а также 12 стран с наибольшим количеством иностранцев (по всей стране). Люди, приехавшие из остальных стран, распределены по континентам, на которых расположены страны их происхождения.